# Grieken in pre-Romeins Gallië

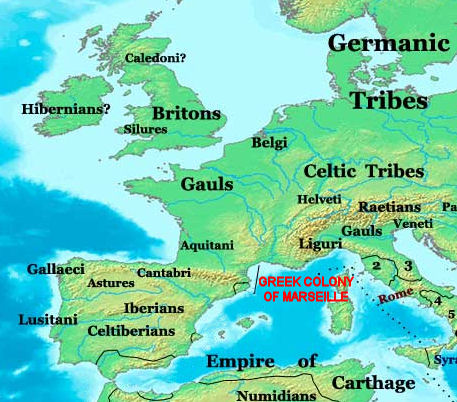
Locatie van de Griekse kolonie Massalia.

De Grieken in pre-Romeins Gallië waren Griekse kolonisten die de zuidwestkust van Frankrijk hadden bezet. Ze hebben een nalatenschap in de vorm van nederzettingen, veelvuldige handel en culturele invloed achtergelaten. Ook zijn er sporen van conflicten tussen de Kelten en de Grieken in Gallië. De Grieken doken rond de 6e eeuw voor Christus op tijdens de Archaïsche periode in Griekenland. De voorname Griekse handelspost Massalia (Marseille), dat rond 600 voor Christus door de Phocaeanen werd gesticht is nog steeds een grote havenstad.

## De nederzetting Massalia (600 v.Chr.)

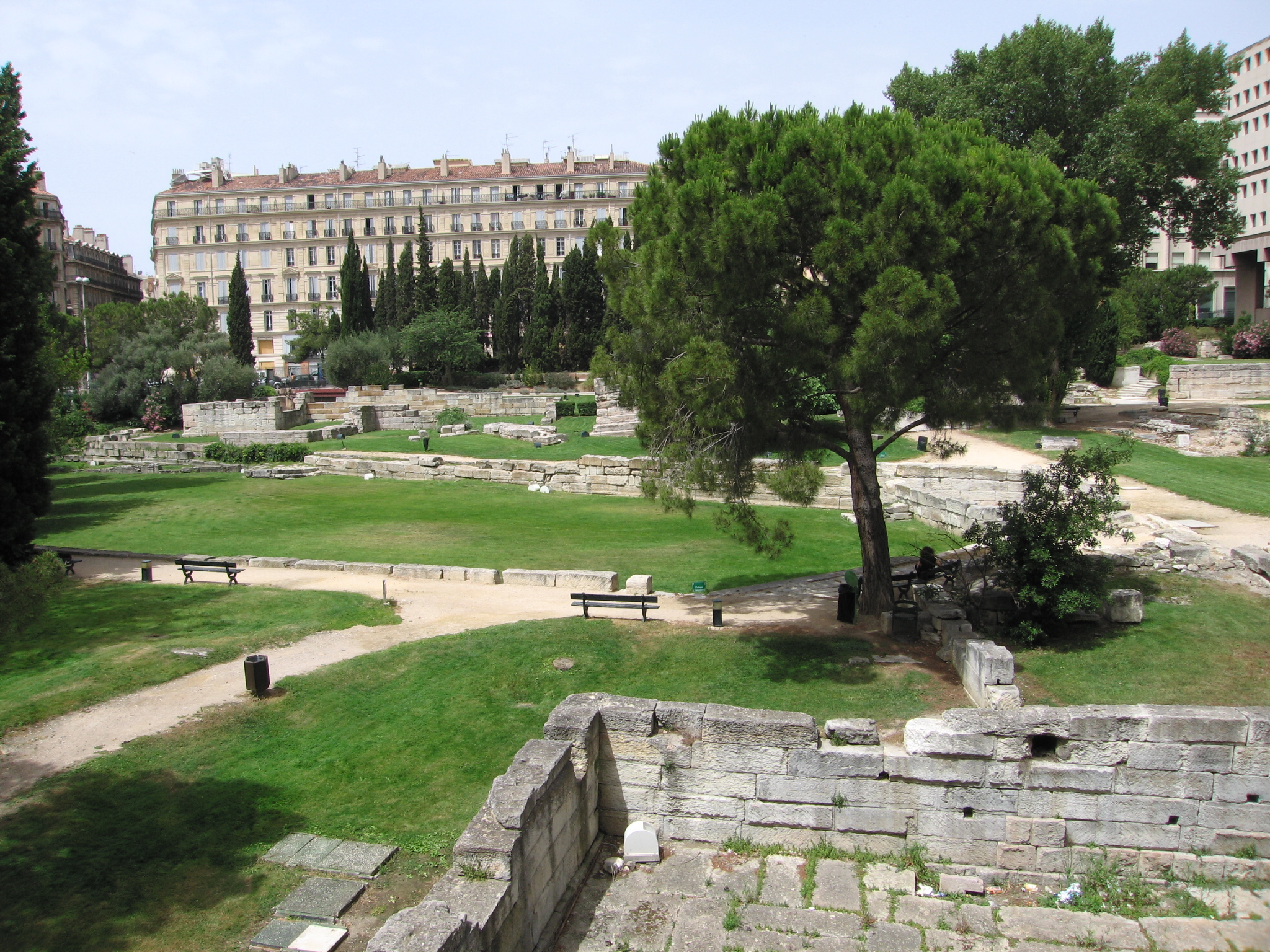
Overblijfselen van de Griekse haven in de Jardin des Vestiges, centrum van Marseille, de meest uitgebreide nederzetting in Grieks Gallië.

De oudste stad van modern Frankrijk, Marseille, werd rond de 7e eeuw v.Chr. gesticht door Grieken uit Ionië, die uit de stad Phocaea kwamen. Het verhaal dat de ronde deed over de stichting van de stad is opgeschreven door Aristoteles en verscheidene Latijnse schrijvers. De Phocaeaan Protis (of Euxenus) trouwde met Gyptis (ook wel Petta), de dochter van de koning Nannus van de Segobriges, een lokale stam. Daarmee had hij recht op een stuk land waar Protis dus zijn stad kon stichten. Men denkt tegenwoordig ook dat het mogelijk was dat contacten met Gallië al eerder begonnen, om dat de Ioniërs al eerder met het westen van de Middellandse zee handelden, zoals in Spanje, maar daar zijn weinig aanwijzingen voor. Wel is duidelijk dat het handelscontact tussen Massalia en andere Griekse koloniën, zoals Agde, Nice, Antibes en Monaco. Op Corsica stichtten ze Alalia. Vanuit Massalia, stichtten de Grieken steden in noordoost Spanje zoals Emporiae en Rhoda.

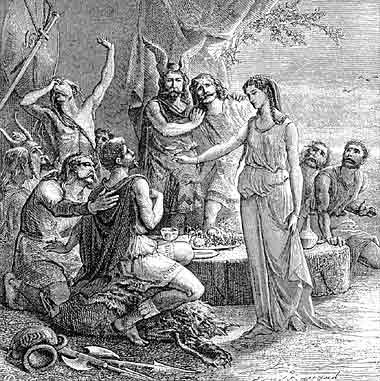
Volgens de legende, koos de dochter van de koning van de Segusiavi, Gyptis, de Griek Protis uit als huwelijkspartner, die daarna land kreeg voor de stichting van zijn stad, Massalia.

Voordat de Grieken in de Golfe du Lion kwamen, werd de handel daar voornamelijk gevoerd door de Etrusken en de Carthagers. De Grieken uit Massalia hadden vaak conflicten met Galliërs en de Ligures, en voerden zelfs zeeslagen tegen de Carthagers rond het eind 6e eeuw v.Chr. Rond die tijd kwamen ook verdragen met de Romeinen. Dat was rond 490 v.Chr. Massalia was ook geen geïsoleerde Griekse Polis, maar had een eigen rijk aan de zuidkant van de zuidoost Gallië rond de 4e eeuw v.Chr. Het Massalia onder de Grieken bekwam het centrum van cultuur in hun regio, en zelfs sommige Romeinse ouders stuurden hun kinderen om daar te worden opgeleid. Het Hellenisme is volgens het overgrote deel van de historici, juist zo goed verspreid door Massalia, voordat de Romeinen zuid-Gallië veroverden. Dat idee wordt ook weer tegengewerkt door het feit dat het culturele grondgebied van Massalia gelimiteerd was; de Gallische stammen die eromheen woonden waren geen filosofen, maar hielden wel van de Griekse exportproducten, zoals wijn.

## Griekse handel in Gallië

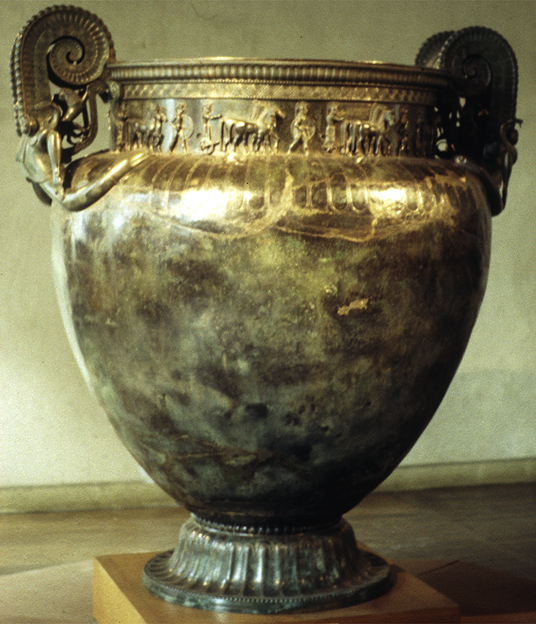
de Vix Krater, gevonden in Vorstengraf (Vix), was een geïmporteerd Griekse wijnmixer uit 500 v.Chr.

Deze Grieken in Gallië, die zich stevig verankerd hadden in hun Massalia, en met hun goede relaties met het overgrote deel van de Keltische stammen daar, wisten langzaam hun grondgebied uit te breiden naar het noorden, langs de Rhône en de Saône, maar ook langs de Isère. Massalisch monochroom aardewerk is ontdekt in de Hautes-Alpes, wat veel noordelijker ligt dan Massalia. De plaats Vix in Bourgondië, dat in het noorden van Frankrijk ligt, is een bekend voorbeeld waar mediterrane producten werden geconsumeerd, zei het in kleine hoeveelheden. Dat laat zien hoe ver de handel vanuit Massalia reikte.

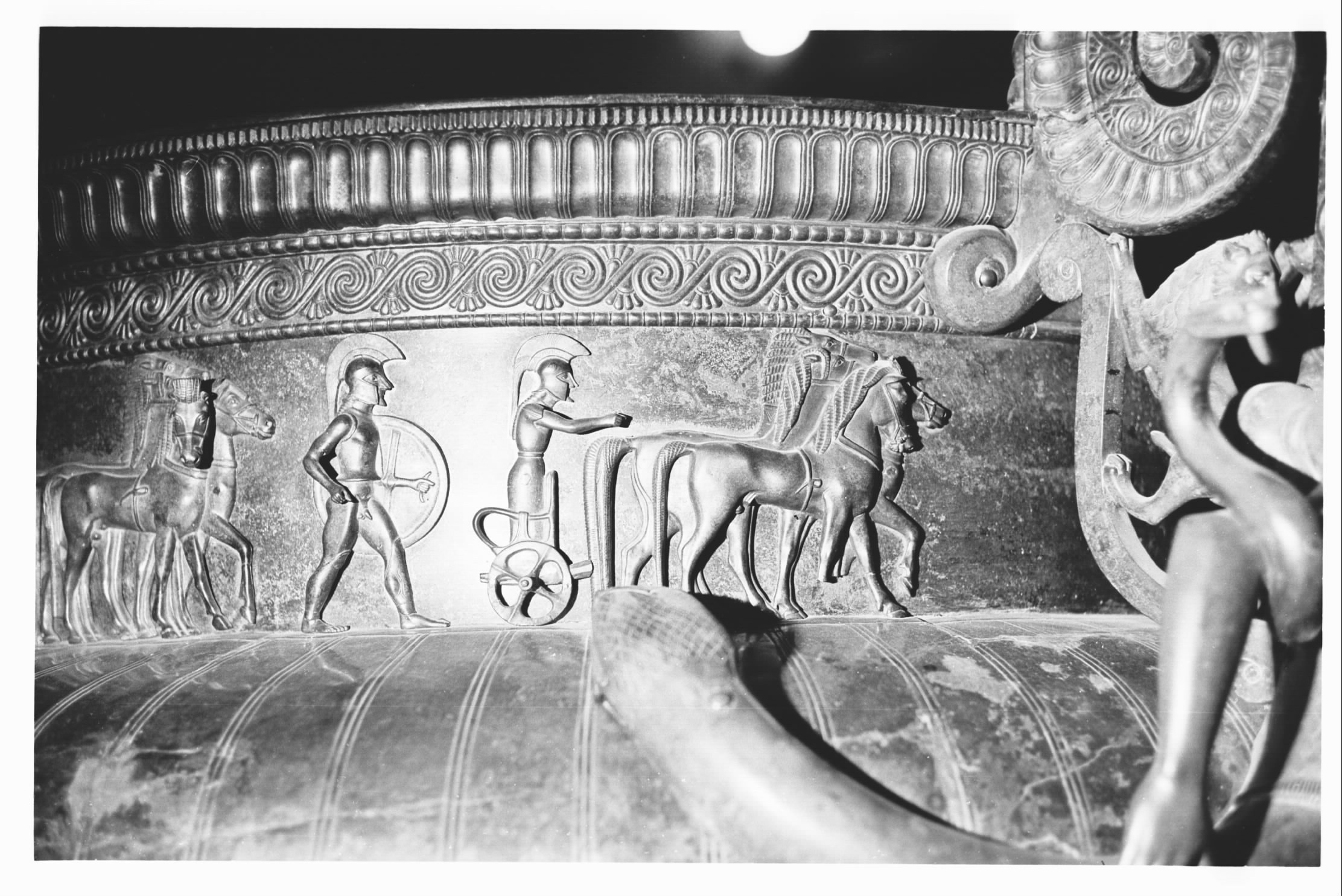
Detail van de Vix Krater uit Vorstengraf, een fries, dat een hopliet en een Quadriga, een wagenspan met vier paarden laat zien.

Vanuit Marseille ontwikkelde de zeehandel met Languedoc en Etrurie, en ook met de Griekse polis Emporiae. De Griekse handelaars uit Massalia kwamen zelfs tot Gades en Tartessos, aan de westelijke kust van het Iberisch Schiereiland, maar waarschijnlijk werd deze handel geblokkeerd door de Carthagers bij de Zuilen van Hercules rond 500 v.Chr. De moederstad zelf, Phocaea, zou uiteindelijk vernietigd worden door de Perzen in 545 v.Chr., waardoor de toestroom van Phocaeanen naar hun nederzettingen in de Middellandse zee explosief toenam. De handel in ijzer, specerijen, graan en slaven nam toe.

## Nalatenschap

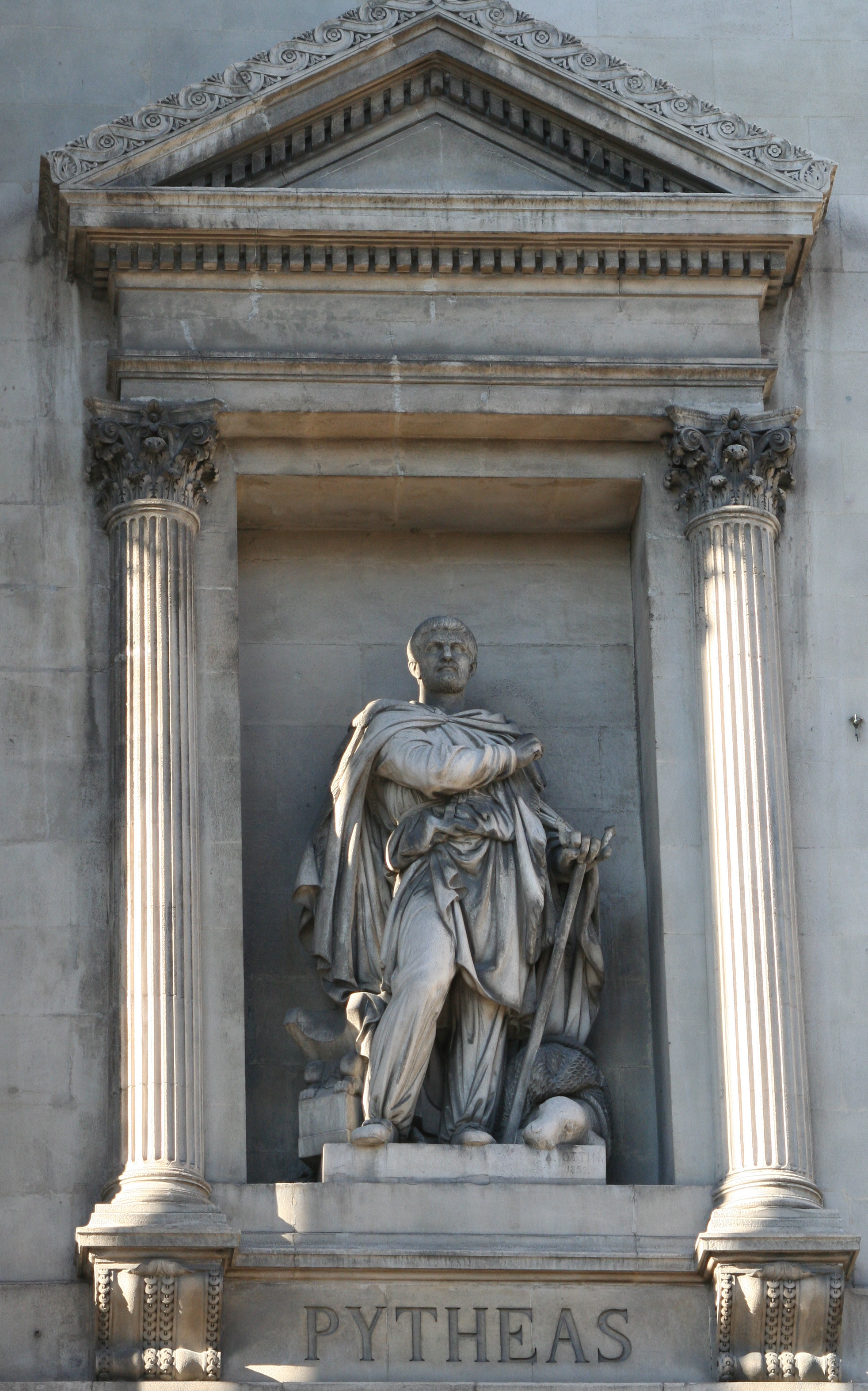
Beeld van een Griekse ontdekker, Pytheas van Massalia, dat buiten het Paleis van de la Bourse in Marseille. Hij verkende noord Europa vanuit Marseille, rond 325 v.Chr.

Handel met Keltische landen buiten het Middellands zeegebied nam af rond 500 v.Chr. doordat de Hallstattcultuur eindigde. Mont Lassois werd verlaten rond die tijd. De Griekse polis Massalia bleef levendig gedurende de eeuwen daarna.
Rond 325 v.Chr. maakte Pytheas vanuit Massalia een reis naar Noordwest-Europa. Waarschijnlijk ging hij eerst over land om de Fenicische blokkade te verschalken en voer hij dan over de Noordzee tot de Poolcirkel. Op hem gaat wellicht de eerste typering van de Lage Landen terug, overgeleverd via Ephorus. Zijn ontdekkingen droegen bij tot het uitwerken van wereldkaarten en van het begrip breedtegraad.

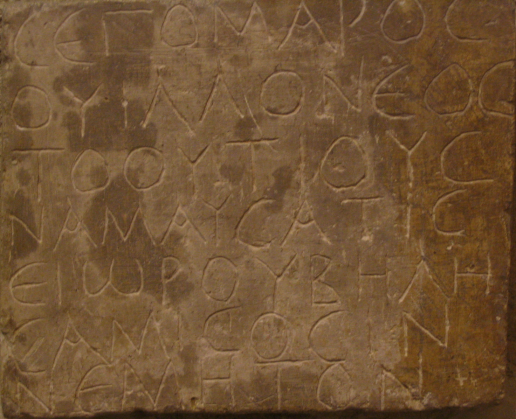
Een tablet met een Gallisch-Griekse inscriptie dat ten zuiden van Nîmes opgegraven werd.

Het viel Julius Caesar op, tijdens zijn verovering van Gallië, dat de Helvetiërs in het bezit waren van het Griekse schrift, en vele stammen in Gallië gebruikte een Griekse vorm van munten.